# Samouraï (film, 1965)
Pour les articles homonymes, voir Samouraï (homonymie).
Pour plus de détails, voir Fiche technique et Distribution.
Samouraï (侍, samurai) est un film japonais réalisé par Kihachi Okamoto, sorti en 1965.

## Synopsis
Le Japon en 1860, à l'aube de l'ère Meiji. Un groupe d'assassins a pour but d'éliminer un personnage important du pays. Ils suspectent la présence d'un traître parmi eux, et leurs doutes tombent sur Niiro, un rōnin, et son ami Kurihara l'aristocrate.

## Fiche technique
- Titre français: Samouraï
- Titre original : 侍 (Samurai?)
- Réalisation : Kihachi Okamoto
- Scénario : Shinobu Hashimoto, d'après Jiromasa Gunji
- Production : 	Toshirō Mifune, Reiji Miwa, Masao Suzuki, Tomoyuki Tanaka
- Musique : Masaru Satō
- Photographie : Hiroshi Murai
- Sociétés de production : Tōhō et Mifune Productions
- Pays d'origine :  Japon
- Langue originale : japonais
- Format : noir et blanc - 2,35:1 (Tohoscope) - son mono - 35 mm
- Genres : Jidai-geki ; film historique
- Durée : 122 minutes[1] (métrage : 9 bobines - 3 330 m[1])
- Date de sortie :
  - Japon : 3 janvier 1965[1]

## Distribution
- Toshirō Mifune : Tsuruchiyo Niiro
- Keiju Kobayashi : Einosuke Kurihara
- Michiyo Aratama : Okiku / Kukuhime
- Yūnosuke Itō : Hoshino Kenmotsu
- Takashi Shimura : Narihisa Ichijo

## Distinction
Sauf indication contraire, les informations mentionnées dans cette section peuvent être confirmées par la base de données cinématographiques IMDb,  présente dans la section « Liens externes ».
- Le film est sélectionné pour l'Astor d'or du meilleur film au festival international du film de Mar del Plata en 1965